# 林雨葶
林雨葶（1990年5月17日—），女演員，家中經營涼麵生意。
戲劇上，近年也以《導演你有病》、《陽光電台不打烊》、《六個孩子》展現在各個劇種上的表演面向。

## 演出作品

### 劇集
| 播出年份 | 播出頻道               | 劇名                     | 飾演   |
| -------- | ---------------------- | ------------------------ | ------ |
| 2013年   | 大愛電視台、中天娛樂台 | 心願                     | 陳秀菊 |
| 2014年   | 中視                   | 月亮上的幸福             | 柯莉娟 |
| 2015年   | 三立都會台、東森綜合台 | 軍官·情人                | JOE    |
| 2016年   | TVBS歡樂台、台視       | 遺憾拼圖                 | COCO   |
| 2018年   | 公視新創電影           | 靈佔                     | 老師   |
| 2018年   | LUVE TV                | 愛情練習生               | 小喬   |
| 2018年   | LUVE TV                | 高三症候群               | 大學生 |
| 2019年   | 緯來電視電影           | 魚躍龍門                 | 製片   |
| 2019年   | LINE TV、NETFILX       | 靈異街11號               | 柳嘉琪 |
| 2019年   | 騰訊                   | 看不見的枕邊人           | 郝佳   |
| 2020年   | 公視                   | 人生劇展－陽光電台不打烊 | 蕭音鈴 |
| 2021年   | 愛奇藝、華視           | 無神之地不下雨           | 吳依函 |
| 2023年   | 三立都會台、TVBS歡樂台 | 親愛壞蛋                 | 李靜   |
| 2024年   | 民視無線台             | 商魂                     | 阿鳳姐 |
| 2025年   | 大愛電視台             | 院長爸爸                 | 以甄姐 |
| 2025年   | 大愛電視台             | 我們六個                 | 黃秋鳳 |
| 2025年   | 大愛電視台             | 以身相許                 |        |

## 演出作品

### 電影
| 首映年份 | 片名       | 飾演 | 導演   |
| -------- | ---------- | ---- | ------ |
| 2024年   | 導演你有病 |      | 李幼喬 |

### 短片/微電影
- 2012年:全家微電影《康健霓小姐的愛情》飾演 超商店員[1]
- 2013年：102年度電視金鐘微電影─「最佳男主角」飾洪勝德的女兒
- 2018年：WEBTVASIA-我的夢幻女友
- 2018年：WEBTVASIA-無法忘記前任的十種原因
- 2018年：台灣女版抖肩舞
- 2018年：WEBTVASIA-天然呆女孩的特徵
- 2018年：SKODA汽車微電影
- 2019年：心理腫瘤防治公益廣告-《巨人老爸》飾演-雨葶
- 2020年：「76号恐怖書店之恐懼罐頭」-《計程車》 飾演-小娜

### MV
- 2017年  谷阿莫 《妖豔賤貨》
- 2018年  林雨葶 《最親愛的你～》
- 2019年  廖文強 《背光的人》
- 2020年  陳妍如 《愛轉身離開》

## 節目

### 節目錄影
- 2009年12月25日－2011年2月3日我愛黑澀棒棒堂
- 2013年3月2日萬秀豬王[2]
- 2017年5月30日天天樂財神

## 外部連結
- 小可的無名網誌 （页面存档备份，存于）
- 林雨葶的Facebook專頁
- 林雨葶的Instagram帳戶